# Frederik Du Chau
Frederik Du Chau, född den 15 maj 1965, är en belgisk filmregissör, manusförfattare och animatör. Du Chau studerade film vid Royal Academy of Fine Arts i sitt hemland. I början av sin karriär arbetade han som animatör och medverkade bland annat i produktionen av Tom & Jerry-filmen. Som regissör har han bland annat gjort Det magiska svärdet - kampen om Camelot och Zuperzebran 2005 (som han även skrev manuset till) och med Walt Disney Pictures spelfilmsversion av Underdog 2007.